# Моррисон-авеню — Саундвью (линия Пелем, Ай-ар-ти)
|   |     |     |     |   |
| · | · л | · э | · л | · |

|   |     |     |     |   |
| · | · л | · э | · л | · |

«Моррисон-авеню — Саундвью» (англ. Morrison Avenue–Soundview) — станция Нью-Йоркского метрополитена, расположенная на линии Пелем, Ай-ар-ти. Станция находится в Бронксе, в округе Саундвью, на пересечении Уэстчестер и Моррисон-авеню. На станции останавливается маршрут 6 (круглосуточно). Станцию проходит без остановки маршрут <6> (в будни днём в пиковом направлении).
Станция была открыта 30 мая 1920 года и представлена двумя боковыми платформами, обслуживающими только локальные пути.